# Wat Phra Si Sanphet

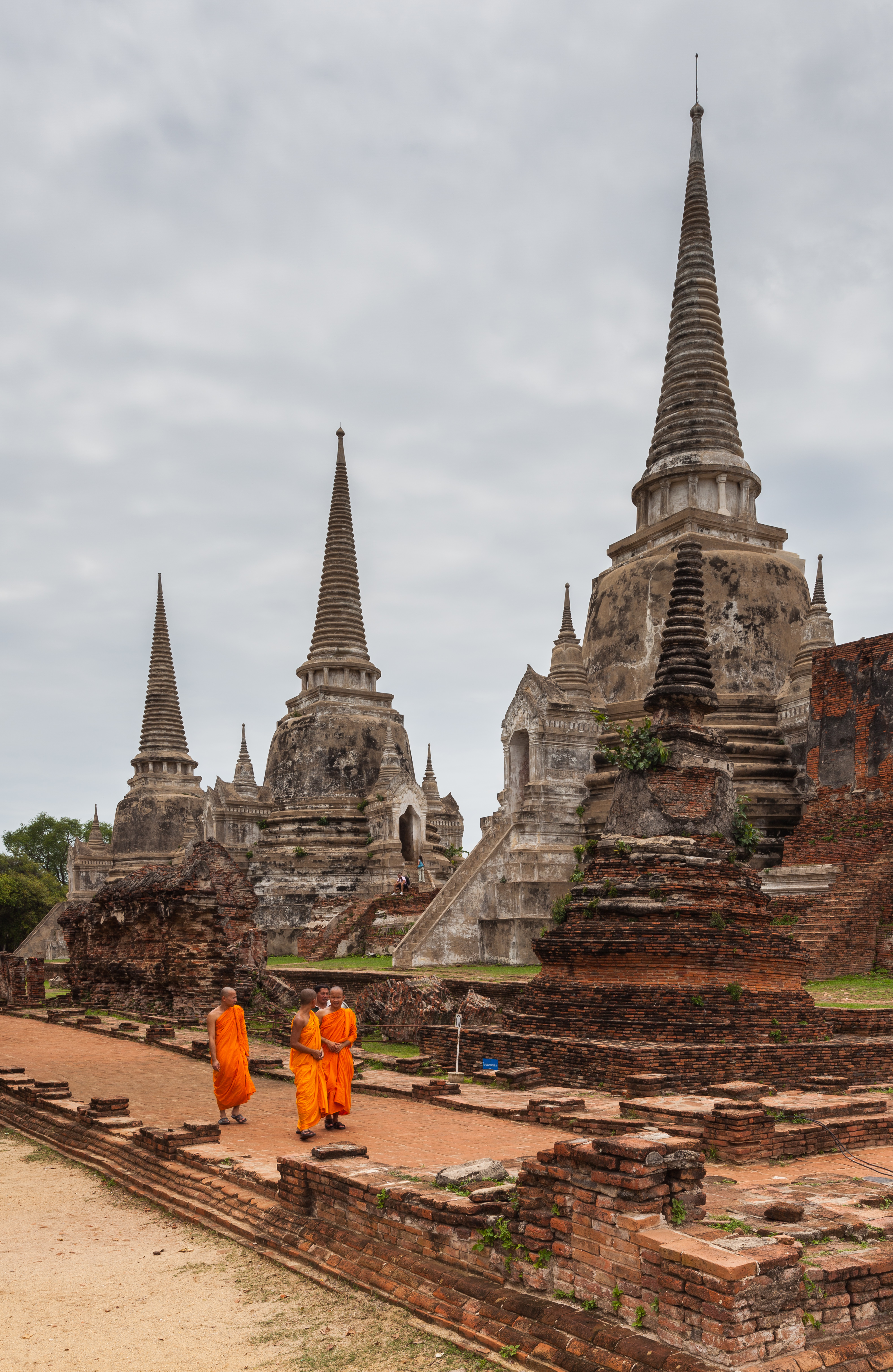
Wat Phra Si Sanphet

Wat Phra Si Sanphet (en tailandés: วัดพระศรีสรรเพชญ์; "Templo del Sagrado, Espléndido Omnisciente") fue el templo más sagrado ubicado en el viejo palacio real en la antigua capital de Tailandia de Ayutthaya hasta que la ciudad quedó totalmente destruida por los birmanos en 1767. Fue el templo más grande de la capital y sirvió de modelo para el Templo del Buda de Esmeralda de Bangkok. 

## Historia

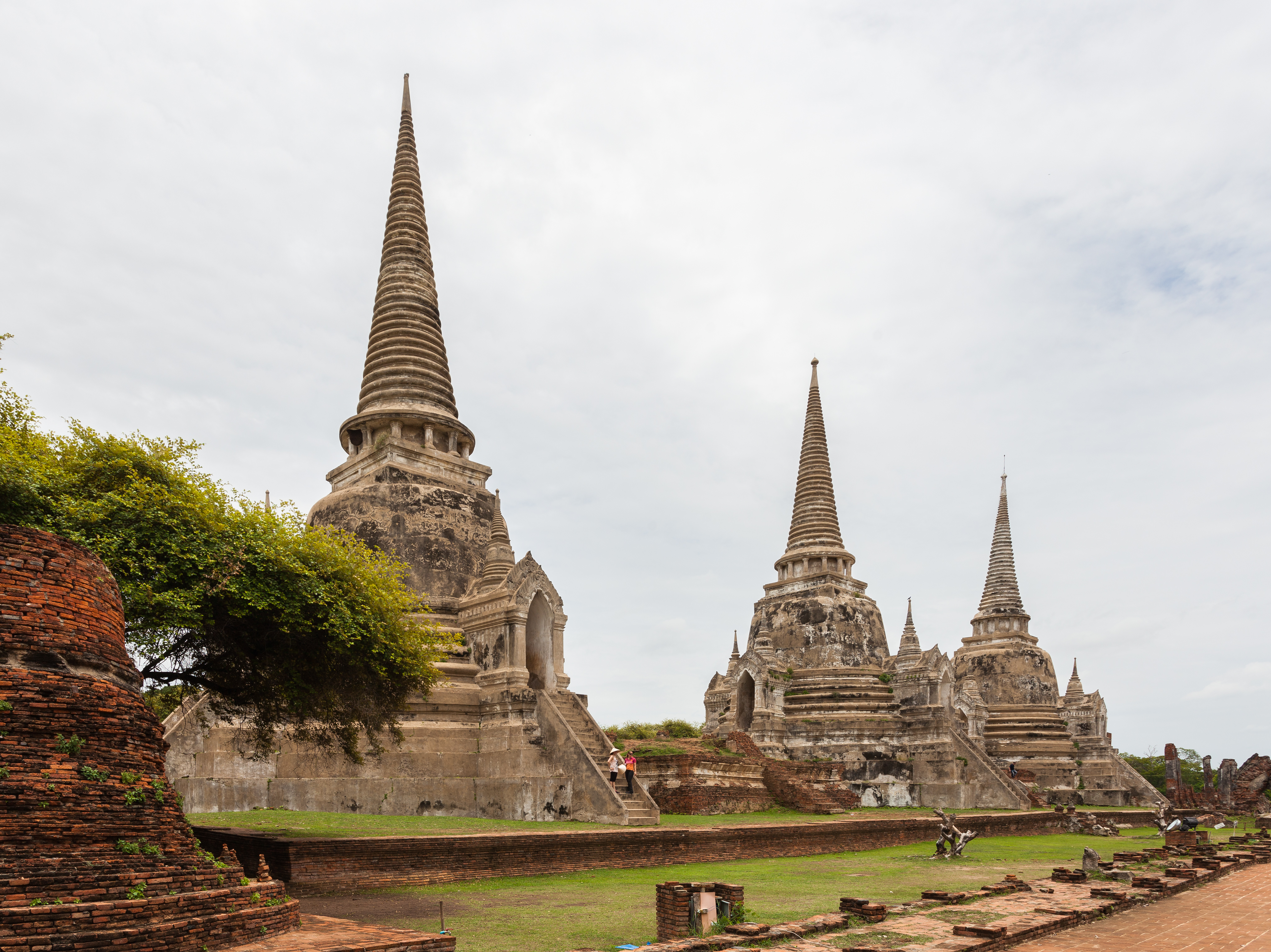
The three Chedis of Wat Phra Si Sanphet

En 1350 U-thong, también conocido como el rey Ramathibodi I, ordenó la construcción de un palacio real en la misma zona en la que hoy está Wat Pra Si Sanphet. El palacio se terminó en 1351 y el rey Ramathibodi estableció Ayutthaya como la capital de su reino. El palacio contenía tres edificios de madera llamados "Phaithun Maha Prasat", "Phaichayon Maha Prasat", y "Aisawan Maha Prasat". Al terminar el palacio en 1351, estableció Ayutthaya como su capital y llevó el título de rey Ramathibodi I. En 1448 el rey Borommatrailokanat construyó un nuevo palacio al norte y convirtió los terrenos del viejo palacio en un lugar sagrado. Su hijo, el rey Ramathibodi II hizo que se construyeran dos stupas, que en Tailandia son conocidas como "chedis", en 1492 donde se enterraron las cenizas de su padre, el rey Borom Trailokanath, y de su hermano, el rey Borommaracha III.
En 1499 se construyó en los terrenos de palacio un "viharn", o sala de oraciones, llamada "Vihara Luang" (Capilla real). El rey Ramathibodi II dio órdenes para que se moldeara una imagen gigantesca de Buda, y que se instalara en Wat Si Sanphet. Esta imagen de Buda tenía 16 metros de alto, y estaba cubierta de oro, y el pedestal tenía 8 metros de largo. El núcleo de la estatua estaba elaborado en bronce y pesaba aproximadamente 64 toneladas. La superficie se cubrió con aproximadamente 343 kilogramos de oro. La estatua tardó en hacerse tres años. Esta estatua llamada "Phra Si Sanphetdayan", fue el principal objeto de veneración dentro de la capilla real.

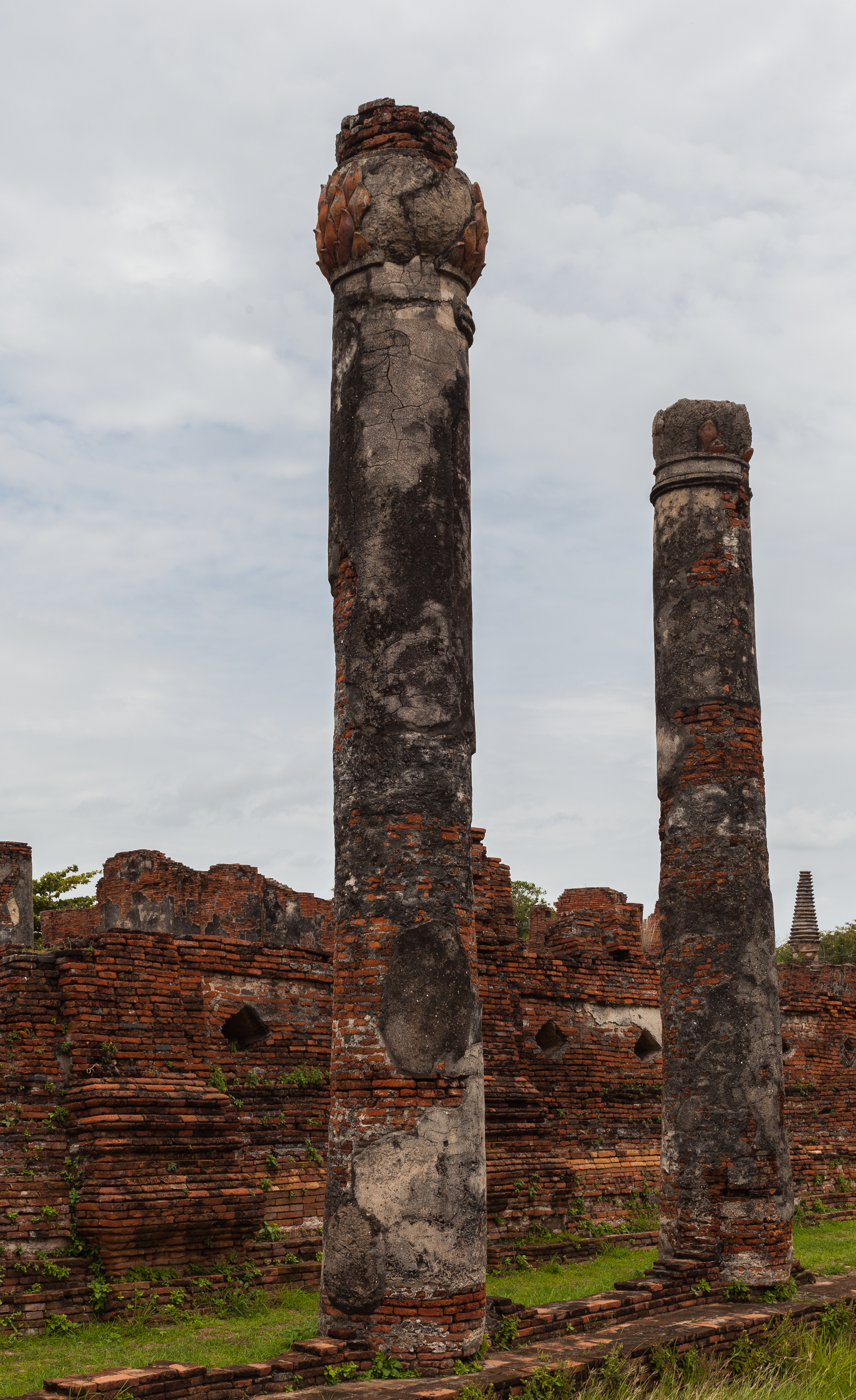
Columnas en el templo.

Se construyó otro chedi bajo el mandato del rey Borommaracha IV en 1592.
En los años 1740 bajo el rey Borommakot, el templo fue renovado. La ciudad de Autthaya, incluyendo el complejo de templos, quedaron totalmente destruidos en la invasión birmana de 1767, con la excepción de los tres chedis que todavía pueden verse hoy en día.

## Uso
El Wat Phra Si Sanphet fue el templo de la familia real: allí no vivían monjes. El Wat se usó exclusivamente para ceremonias de la realeza.
En 1767, los birmanos conquistaron la capital de Ayutthaya y emprendieron una total destrucción y saqueo de los numerosos templos y otros edificios, incluyendo el Wat Phra Si Sanphet. Incendiaron el edificio y fundieron el oro. Los tres chedis quedaron destruidos en el proceso, pero se restauraron a partir del año 1956.

## Atracciones
En su etapa final antes de su destrucción, el templo resultaba una estructura impresionante. Sobre una plataforma elevada se alzaban los tres chedis, que hoy son los únicos edificios restaurados. Del resto se conservan los cimientos.
El chedi se construyó en el diseño clásico ceilanés que recuerda a una campana. Se reconocen pequeñas capillas en todas direcciones, a las que se llegaba por escaleras. Los tejados de las capillas están a su vez rematadas por chedis en miniatura. Cada uno de los tres chedis están en el lado oriental y tienen mandapas.
La terraza de cada chedi, con su mandapa, estaba rodeada por un claustro (Phra Rabieng). En cada uno de ellos se construyó una sala en el oeste y en el este, arreglo que puede verse hoy en día en muchos templos del país. El edificio en el oeste está formado en realidad por viharas individuales, colocados en forma de cruz con un mandapa alrededor. El edificio al este era el vihara Luang, el edificio más grande del templo. Ahí estaba la estatua de Phra Si Sanphet Phuttha, que dio su nombre al templo.
Símetricamente alrededor del vihara Luang estaban otras cuatro salas. Al norte había un vihara que era un poco menor que el vihara Luang, pero aun así suficientemente grande como para acomodar la estatua de más de diez metros de alto de Phra Phuttha Lokanat. En el frente oriental estaba el salón del trono Phra Chom Thong Tinang.
Simétricamente al sur del vihara de Luang estaba el vihara Pa Le Lei, en donde probablemente había una estatua de Buda sentado. 
Todo el complejo estaba rodeado por un alto muro perimetral, con cuatro puertas una por cada punto cardinal, que daban acceso al templo. En el interior, a lo largo del muro, se alternaban pequeños chedis y pabellones bajos; de esto han sobrevivido algunos de los chedis.